# Saison 2 de Détective Conan
 (octobre 2024).
Chronologie
Saison 1 de Détective Conan Saison 3 de Détective Conan
La Saison 2 de Détective Conan a été diffusée du 13 janvier 1997 au 15 décembre 1997 (épisodes 43 à 85) sur Nippon TV. Elle est composée de 43 épisodes.
Le second générique d'ouverture (épisodes 31 à 52), intitulé Feel Your Heart, est interprété par le groupe japonais Velvet Garden. Le troisième (épisodes 52 à 96) intitulé Nazo, est interprété par la chanteuse de J-pop Miho Komatsu.
Le générique de fin (épisodes 27 à 51) intitulé Meikyuu no Lovers, est interprété par le rockeur japonais Heath. Le troisième générique de fin (épisodes 52 à 70) intitulé Hikari to kage no roman, est interprété par la chanteuse japonaise Keiko Utoku. Le quatrième (épisodes 71 à 83) intitulé Kimi ga inai natsu, est interprété par le groupe de pop-rock japonais DEEN. Tandis que le cinquième (épisodes 84 à 108) nommé Negaigoto hitotsu dake, est interprété par la chanteuse de J-Pop Miho Komatsu.
| No | Titre français                                                                              | Titre japonais                   | Titre japonais | Date de 1re diffusion |
| No | Titre français                                                                              | Kanji                            | Rōmaji | Date de 1re diffusion |
| --- | ------------------------------------------------------------------------------------------- | -------------------------------- | --- | --------------------- |
| 43 | Le Kidnapping de Conan Edogawa (files : 49-51/tomes : 5-6)                                  | 江戸川コナン誘拐事件             | Edogawa Conan yuukai jiken (L'affaire de l'enlèvement de Conan Edogawa)                                               | 13 janvier 1997       |
| Kogorō et Ran commencent à avoir des doutes sur la raison pour laquelle Conan est chez eux en pension. Alors qu'ils souhaitent contacter le professeur Agasa pour joindre les parents de Conan, voilà qu'une femme se présente à l'agence en tant que mère du jeune Conan Edogawa. Impossible. En réalité, cette femme semble travailler pour L'Organisation des hommes en noir. |                                                                                             |                                  | |                       |
| 44 | L'Anniversaire de monsieur Hotta                                                            | 堀田三兄弟殺人事件               | Hotta san kyoudai satsujin jiken (L'affaire du meurtre d'un des trois frères Hotta)                                   | 20 janvier 1997       |
| La voiture du PDG du groupe Hotta tombe en panne sur la route. Kogorō s'arrête et lui propose de l'emmener dans son propre véhicule. En guise de remerciement, le PDG invite donc Kogorō, Ran et Conan à rester pour son dîner d'anniversaire. |                                                                                             |                                  | |                       |
| 45 | Le Masque de beauté                                                                         | 顔パック殺人事件                 | Kao pakku satsujin jiken (L'affaire du meurtre au soin de visage)                                                     | 27 janvier 1997       |
| Une femme portant un masque de soin du visage est assassinée à son domicile, peu après la visite d'agents de sécurité. Pour avoir appréhendé l'un des suspects du meurtre, Kogorō, Ran et Conan se retrouve impliqués dans l'enquête. |                                                                                             |                                  | |                       |
| 46 | Meurtre en montagne (files : 99-101/tomes : 10-11)                                          | 雪山山荘殺人事件                 | Yukiyama sansou satsujin jiken (L'affaire du meurtre dans un chalet de montagne enneigé)                              | 3 février 1997        |
| Ran, Kogorō et Conan sont dans une station de ski. Ils passent leur soirée avec un groupe de médecins, lorsque l'un d'eux est retrouvé ligoté et assassiné. |                                                                                             |                                  | |                       |
| 47 | Affaire de haut-vol                                                                         | スポーツクラブ殺人事件           | Supōtsukurabu satsujin jiken (L'affaire du meurtre au club sportif)                                                   | 10 février 1997       |
| Ran, Kogorō et Conan font de l'exercice dans un complexe sportif. Le soir même, ils reçoivent un appel de la police, leur indiquant qu'un des meilleurs nageurs du complexe a été retrouvé sans vie. |                                                                                             |                                  | |                       |
| 48 | Meurtre d'un diplomate - 1re partie (files : 92-96/tome : 10)                               | 外交官殺人事件 (前編)            | Gaikoukan satsujin jiken - Zenpen (L'affaire du meurtre d'un diplomate - 1re partie)                                  | 17 février 1997       |
| 49 | Meurtre d'un diplomate - 2e partie (files : 92-96/tome : 10)                                | 外交官殺人事件 (後編)            | Gaikoukan satsujin jiken - Kōhen (L'affaire du meurtre d'un diplomate - 2e partie)                                    | 24 février 1997       |
| Un jeune détective d'Osaka, Heiji Hattori, débarque à l'agence Mouri avec la ferme intention de rencontrer Shinichi Kudō. Il suspect ce dernier d'être la tête pensante de Kogorō. Une femme hautaine arrive à son tour. Elle souhaite que Kogorō enquête sur sa belle-fille jugée trop parfaite. Pour commencer, Ran, Kogorō, Conan et Heiji se rendent sur place. Une fois arrivés, le patriarche de la famille est retrouvé fraichement mort dans une affaire dite en "chambre clause". Conan, gravement malade, va devoir enquêter avec un Heiji soupçonneux. Shinichi Kudō réapparaît.                                                                |                                                                                             |                                  | |                       |
| 50 | Meurtre à la bibliothèque (files : 97-98/tome : 10)                                         | 図書館殺人事件                   | Toshokan satsujin jiken (L'affaire du meurtre à la bibliothèque)                                                      | 3 mars 1997           |
| À la suite de sa mésaventure précédente, Conan se prépare à redevenir Shinichi et donc à quitter les détectives juniors. A la bibliothèque, le sous-directeur est interrogé par la police à la suite de la disparition du directeur. Conan qui commence à avoir des doutes, revient avec les détectives juniors au complet pour enquêter. Ils découvrent que le sous-directeur est membre d'un trafic de drogue. Ce dernier compte se débarrasser des enfants. |                                                                                             |                                  | |                       |
| 51 | Meurtre au club house                                                                       | ゴルフ練習場殺人事件             | Gorufu renshū jou satsujin jiken (L'affaire du meurtre à l'entraînement de golf)                                      | 10 mars 1997          |
| Ran et Conan accompagnent Kogorō au club de golf. Ce dernier compte s'entrainer après avoir été invité par Yoko Okino à participer à un tournoi. À ses côtés, d'autres golfeurs s'entrainent également lorsqu'une explosion retentit, provoquant un nouveau décès. |                                                                                             |                                  | |                       |
| 52 - SP2 | Le Démon du monastère (épisode spécial de 45 minutes) (files : 108-110/tome : 11)           | 霧天狗伝説殺人事件               | Kiri tengu densetsu satsujin jiken (L'affaire du meurtre et la légende du Kiri-tengu)                                 | 17 mars 1997          |
| Ran, Kogorō et Conan prennent une journée de repos en montagne, pour y admirer les fleurs de cerisiers. Sous la pluie, après une double crevaison, ils sont contraints de se réfugier dans un monastère pour y passer la nuit. Ce monastère est connu pour abriter un esprit vengeur qui dévore les âmes des jeunes filles. Après une nuit sous tension, une personne est retrouvée pendue le lendemain matin. |                                                                                             |                                  | |                       |
| 53 | L'Affaire de l'arme mystérieuse                                                             | 謎の凶器殺人事件                 | Nazo no kyouki satsujin jiken (L'affaire du meurtre à l'arme mystérieuse)                                             | 7 avril 1997          |
| En promenade en ville Ran, Kogorō et Conan entendent le cri d'une femme provenant d'un immeuble voisin en cours de construction. À leur arrivée, la femme les emmène dans son appartement, où gît le cadavre de son mari, assassiné sur sa terrasse, appartement 701. |                                                                                             |                                  | |                       |
| 54 | La Mystérieuse organisation (files : 114-116/tome : 12)                                     | ゲーム会社殺人事件               | Geemu kaisha satsujin jiken (L'affaire du meurtre dans l'entreprise de jeux-vidéo)                                    | 14 avril 1997         |
| Kogorō emmène Conan et Ran à une convention sur les jeux vidéo. Une explosion se produit dans les WC. La victime présumée est un homme ressemblant à ceux qui ont empoisonné Conan. |                                                                                             |                                  | |                       |
| 55 | Itinéraire impossible                                                                       | 列車トリック殺人事件             | Ressha torikku satsujin jiken (L'affaire du meurtre au trucage d'un train)                                            | 21 avril 1997         |
| À bord d'un train, un passager, membre d'un groupe de médecins en voyage, est retrouvé mort. Son portefeuille lui a été dérobé, mais Conan doute que l'argent soit le mobile réel. |                                                                                             |                                  | |                       |
| 56 | Poisson lune                                                                                | おじゃマンボウ殺人事件           | Ojamanbou satsujin jiken (L'affaire du meurtre au Poisson-lune)                                                       | 28 avril 1997         |
| Alors que Kogorō se fait accompagner par Ran et Conan dans son running matinal, un homme est écrasé par une poutre tombée du haut d'un immeuble. Cet accident semble avoir été orchestré de l'immeuble adjacent. |                                                                                             |                                  | |                       |
| 57 | Sur les traces de Sherlock Holmes - 1re partie (files : 117-121/tomes : 12-13)              | ホームズ•フリーク殺人事件 (前編) | Hōmuzu furīku satsujin jiken - Zenpen (L'affaire du meurtre chez les fans de Holmes - 1re partie)                     | 5 mai 1997            |
| 58 | Sur les traces de Sherlock Holmes - 2e partie (files : 117-121/tomes : 12-13)               | ホームズ•フリーク殺人事件 (後編) | Hōmuzu furīku satsujin jiken - Kōhen (L'affaire du meurtre chez les fans de Holmes - 2e partie)                       | 12 mai 1997           |
| Conan prend part à une activité réunissant plusieurs fans de Sherlock Holmes. Ran et Kogorō y sont également, même si ce dernier n'apprécie guère. L'organisateur de la rencontre promet de faire gagner une édition original de Une étude en rouge. Pour ce faire, il faut répondre juste à un questionnaire de 1 000 pages. Mais le lendemain, les corrections des copies se font attendre. Dans la soirée, l'organisateur fait sa réapparition au volant de sa voiture. Qui se dirige vers la falaise. Tombe. Et explose. Pour résoudre ce mystère, Conan peut compter sur Heiji Hattori, nouvellement très soupçonneux sur l'identité du jeune garçon. |                                                                                             |                                  | |                       |
| 59 | Une première fatale                                                                         | 初めてのお使い殺人事件           | Hajimete no otsukai satsujin jiken (Une affaire de meurtre pour commencer les courses)                                | 19 mai 1997           |
| Les détectives junior suivent un enfant qui fait ses courses. Il manque de se faire percuter par une voiture. Il disparaît peu après au détour d'une rue. |                                                                                             |                                  | |                       |
| 60 | Une dessinatrice pleine de talent (files : 125-127/tome : 13)                               | イラストレーター殺人事件         | Irasutorētā satsujin jiken (L'affaire du meurtre d'une dessinatrice)                                                  | 26 mai 1997           |
| Ran et Conan accompagnent Kogorō à une interview, pour une entreprise de design qui désire publier un ouvrage contenant des dessins de scènes de crime. Une illustratrice qui habite un logement faisant face à l'entreprise, dit vouloir se suicider. L'instant d'après, tous la voient tomber du balcon. |                                                                                             |                                  | |                       |
| 61 | Le Vaisseau fantôme - 1re partie                                                            | 幽霊船殺人事件 (前編)            | Yuureisen satsujin jiken - Zenpen (L'affaire du meurtre sur un vaisseau fantôme - 1re partie)                         | 2 juin 1997           |
| 62 | Le Vaisseau fantôme - 2e partie                                                             | 幽霊船殺人事件 (後編)            | Yuurei sen satsujin jiken - Kōhen (L'affaire du meurtre sur un vaisseau fantôme - 2e partie)                          | 9 juin 1997           |
| Un navire fantôme resurgit après 7 années de disparition. La rumeur dit qu'il transportait de l'or. Alors que Kogorō est forcé par le maire de l'île d'enquêter sur l'or, un homme vêtu d'une armure tente de l'assassiner en pleine nuit. |                                                                                             |                                  | |                       |
| 63 | Un monstre peut en cacher un autre (files : 128-130/tome : 13)                              | 大怪獣ゴメラ殺人事件             | Dai kaijuu Gomera satsujin jiken (L'affaire du meurtre par le monstre Gomera)                                         | 16 juin 1997          |
| Les Détectives Junior visitent un plateau de tournage. Une personne utilise le costume du monstre Gomera pour cacher son identité et poignarde deux hommes sur le plateau. |                                                                                             |                                  | |                       |
| 64 | Les Trois Empreintes                                                                        | 第三の指紋殺人事件               | Daisan no shimon satsujin jiken (L'affaire de meurtre et la troisième empreinte digitale)                             | 23 juin 1997          |
| Ran, Kogorō et Conan profitent de leur après-midi barbecue chez un ami de Kogorō, lui-même détective. Un criminel faisant partie de ses connaissances appelle le détective, lui demandant de le rencontrer de suite et seul. Kogorō, Ran et Conan décident toutefois de se rendre sur les lieux. Un coup de feu retentit et le criminel est retrouvé mort. Le détective s'en sort indemne. |                                                                                             |                                  | |                       |
| 65 | Les Crabes et la Baleine                                                                    | カニとクジラ誘拐事件             | Kani to kujira yuukai jiken (L'affaire de la disparition des crabes et d'une baleine)                                 | 30 juin 1997          |
| Au restaurant, Conan entend la conversation d'un client au téléphone. Il semblerait qu'un membre de sa famille ait été enlevé. |                                                                                             |                                  | |                       |
| 66 | Meurtre dans l'obscurité                                                                    | 暗闇の道殺人事件                 | Kurayami no michi satsujin jiken (L'affaire de meurtre sur la route des ténèbres)                                     | 7 juillet 1997        |
| Kogorō se rend chez un ami pour enquêter sur un bruit étrange qu'il entend la nuit. Ils passent leur soirée à boire de la bière. Au milieu de la nuit, un voisin est retrouvé mort dans la rue. Plusieurs colocataires deviennent suspects. |                                                                                             |                                  | |                       |
| 67 | Coup de théâtre                                                                             | 舞台女優殺人事件                 | Butai joyuu satsujin jiken (L'affaire du meurtre d'une actrice sur la scène)                                          | 14 juillet 1997       |
| Une actrice est empoisonnée en pleine répétition d'une pièce de théâtre. Le mentor de Kogorō est également présent. |                                                                                             |                                  | |                       |
| 68 | Le Mystère du baron noir - 1re partie (files : 72-77/tome : 8)                              | 闇の男爵殺人事件 (事件編)        | Yami no danshaku satsujin jiken - Jikenhen (L'affaire du meurtre par le baron noir - 1re partie : L'affaire)          | 21 juillet 1997       |
| 69 | Le Mystère du baron noir - 2e partie (files : 72-77/tome : 8)                               | 闇の男爵殺人事件 (疑惑編)        | Yami no danshaku satsujin jiken - Giwakuhen (L'affaire du meurtre par le baron noir - 2e partie : Les soupçons)       | 28 juillet 1997       |
| 70 | La Fin du mystère du baron noir - 3e partie (files : 72-77/tome : 8)                        | 闇の男爵殺人事件 (解決編)        | Yami no danshaku satsujin jiken - Kaiketsuhen (L'affaire du meurtre par le baron noir - 3e partie : La résolution)    | 4 août 1997           |
| Le professeur Agasa offre à Conan 3 jours dans un luxueux hôtel. Ce séjour est en fait un jeu payé à 50 %. Pour qu'il soit entièrement payé, les participants doivent trouver qui incarne le Night Baron, l'organisateur du jeu, qui s'est joint incognito à l'événement. 10 personnes, dont Ran, Conan et Kogorō font partie des joueurs. Toutefois, ce jeu bon enfant vire à la chasse à la sorcière et les morts se succèdent. Cela à sans doute à voir avec un programme informatique top secret. |                                                                                             |                                  | |                       |
| 71 | Filature ratée                                                                              | ストーカー殺人事件               | Sutōkā satsujin jiken (L'affaire du meurtre du rôdeur)                                                                | 11 août 1997          |
| Un homme est retrouvé mort empoisonné dans la rue, près du logement d'une jeune femme qu'il harcelait. |                                                                                             |                                  | |                       |
| 72 | Un meurtre pour trois (files : 122-124/tome : 13)                                           | 三つ子別荘殺人事件               | Mitsugo bessou satsujin jiken (L'affaire du triple meurtre de la villa)                                               | 18 août 1997          |
| Un père de famille semble avoir été assassiné par son fils. Il s'avère qu'il a en fait 3 fils, des triplés. Mais tous mentent sur leur alibi. |                                                                                             |                                  | |                       |
| 73 | Meurtre sur l'épave                                                                         | 少年探偵団遭難事件               | Shōnen tanteidan sounan jiken (L'affaire catastrophique des Détectives Juniors)                                       | 25 août 1997          |
| Ran, Kogorō et les Détectives Junior sont à la plage. Ces derniers trouvent une jeune femme qui a été droguée au fond d'une grotte. Leur radeau troué, ils doivent trouver une solution avant d'être piégés par la marée. |                                                                                             |                                  | |                       |
| 74 | Le Mystère de Jinnai                                                                        | 死神陣内殺人事件                 | Shinigami Jinnai satsujin jiken (L'affaire du meurtre par le dieu de la mort Jinnai)                                  | 1er septembre 1997    |
| Un acteur, héros de la saga "Le Dieu de la mort Jinnai" reçoit des menaces de mort par courrier. Il est assassiné d'un coup de feu. Le meurtrier s'est déguisé comme le personnage du film. |                                                                                             |                                  | |                       |
| 75 | Meurtre d'un créancier (files : 147-149/tome : 15)                                          | 金融会社社長殺人事件             | Kinyuu kaisha shachou satsujin jiken (L'affaire du meurtre du patron d'une entreprise des finances)                   | 8 septembre 1997      |
| Le directeur d'une entreprise de crédits est retrouvé mort empoisonné dans son propre bureau. La porte ne semble pas avoir été forcée. 3 employés avaient des raisons de lui en vouloir. |                                                                                             |                                  | |                       |
| 76 - SP3 | Conan contre le Kid Cat Burglar (épisode spécial de 45 minutes) (files : 156-159/tome : 16) | コナンＶＳ怪盗キッド             | Conan tai Kaito Kiddo (Conan contre Kaito Kid)                                                                        | 22 septembre 1997     |
| Un cambrioleur de classe internationale provoque la police en leur envoyant un courrier sous forme d'énigme, qui indiquerait les détails du prochain vol. Sonoko, qui souhaite connaitre le visage du voleur, demande à Ran que son père prenne part à l'enquête. |                                                                                             |                                  | |                       |
| 77 | Un mariage jeté au feu - 1re partie (files : 150-153/tomes : 15-16)                         | 名家連続変死事件 (前編)          | Meika renzoku henshi jiken - Zenpen (L'affaire de la mort mystérieuse d'un membre d'une famille célèbre - 1re partie) | 20 octobre 1997       |
| 78 | Un mariage jeté au feu - 2e partie (files : 150-153/tomes : 15-16)                          | 名家連続変死事件 (後編)          | Meika renzoku henshi jiken - Kōhen (L'affaire de la mort mystérieuse d'un membre d'une famille célèbre - 2e partie)   | 27 octobre 1997       |
| Le PDG du groupe Nagato fête son anniversaire. Il demande à Kogorō d'enquêter sur une amie d'enfance dont il a perdu la trace. Hattori Heiji a également été invité pour découvrir l'origine de bruits étranges entendus la veille au soir. Le soir même, un meurtre est commis au sein de la propriété. Le suspect semble être un homme portant des bandages au visage, comme l'un des fils du PDG, gravement brûlé au visage. |                                                                                             |                                  | |                       |
| 79 | Cambriolage à la banque                                                                     | 銀行強盗殺人事件                 | Ginkou goutou satsujin jiken (L'affaire du meurtre pendant le cambriolage d'une banque)                               | 3 novembre 1997       |
| Sonoko, Ran et Conan se rendent à la banque. Sur place, un braqueur profite de la sortie d'un employé pour pénétrer dans les locaux. Un des banquiers se fait tirer dessus alors qu'il tente de maîtriser le criminel. |                                                                                             |                                  | |                       |
| 80 | L'Artiste clochard                                                                          | 放浪画家殺人事件                 | Hourou gaka satsujin jiken (L'affaire du meurtre du peintre clochard)                                                 | 10 novembre 1997      |
| Les Détectives Junior jouent au football lorsqu'ils tombent sur un artiste sans-abri. Celui-ci souffre d'amnésie. Après s'être éclipsé de l'hôpital, il est retrouvé le lendemain sans vie près du terrain de football. |                                                                                             |                                  | |                       |
| 81 | L'Enlèvement - 1re partie (files : 144-146/tome : 15)                                       | 人気アーティスト誘拐事件 (前編)  | Ninki ātisuto yūkai jiken - Zenpen (L'affaire d'enlèvement de célèbres chanteurs - 1re partie)                        | 17 novembre 1997      |
| 82 | L'Enlèvement - 2e partie (files : 144-146/tome : 15)                                        | 人気アーティスト誘拐事件 (後編)  | Ninki ātisuto yūkai jiken - Kōhen (L'affaire d'enlèvement de célèbres chanteurs - 2e partie)                          | 24 novembre 1997      |
| Ran, Sonoko et Conan s'apprêtent à assister au concert de deux célèbres chanteur et chanteuse. Seulement, l'un des deux artistes est en retard pour les répétitions. Le second est enlevé sous les yeux de Conan. Les ravisseurs contactent le manager, mais ne semblent pas vouloir de rançon. Conan et le club des détectives enquêtent ! |                                                                                             |                                  | |                       |
| 83 | Meurtre sans cadavre                                                                        | 総合病院殺人事件                 | Sougoubyouin satsujin jiken (L'affaire de meurtre au centre hospitalier)                                              | 1er décembre 1997     |
| Kogorō doit rester encore quelque temps à l'hôpital, après s'être fracturé la jambe au cours d'une arrestation. Il aperçoit de sa fenêtre un homme en poignarder un autre, plusieurs nuits d'affilée. Mais à chaque fois qu'il se rend sur place, ni victime ni arme sont présentes sur les lieux. |                                                                                             |                                  | |                       |
| 84 | Vacances à la neige - 1re partie (files : 139-143/tomes : 14-15)                            | スキーロッジ殺人事件 (前編)      | Sukīrojji satsujin jiken - Zenpen (L'affaire de meurtre à la résidence de ski - 1re partie)                           | 8 décembre 1997       |
| 85 | Vacances à la neige - 2e partie (files : 139-143/tomes : 14-15)                             | スキーロッジ殺人事件 (後編)      | Sukīrojji satsujin jiken - Kōhen (L'affaire de meurtre à la résidence de ski - 2e partie)                             | 15 décembre 1997      |
| Sonoko, Ran et Conan sont en montagne pour y faire du ski. Ils y rencontrent une ancienne institutrice et ses collègues avec qui ils vont passer la soirée. Avant que le dîner soit préparé, l'institutrice est retrouvée inconsciente dans sa chambre par Sonoko. Elle est à son tour assommée. Toutes deux portent une inscription sur la main faite avec du rouge à lèvres. |                                                                                             |                                  | |                       |